# ردای سیاه (فیلم)
ردای سیاه (انگلیسی: Black Robe) یک فیلم درام تاریخی محصول ۱۹۹۱ به کارگردانی بروس برسفورد است که توسط بریان مور از رمانی به همین نام در سال ۱۹۸۵ اقتباس شده‌است. این فیلم در قرن هفدهم اتفاق می‌افتد، ماجراهای یک مبلغ مذهبی یسوعی‌ها را به تصویر می‌کشد که وظیفه تأسیس هیئت‌های تبلیغی مسیحی در فرانسه نو (مستعمره فرانسه در آمریکای شمالی) را دارد. برای انجام این کار، او باید ۱۵۰۰ مایل از بیابان خشن را با کمک گروهی از آلگونکوین‌ها طی کند و با خطری از سوی محیط ناآشنا و قبایل رقیب روبرو شود. این عنوان به نام مستعاری که آلگونکوین‌ها به یسوعی‌ها داده بودند و اشاره به ردای سیاه آنها دارد.